# Уаирау (река)
Уаирау (англ. Wairau River) — река, протекающая на Южном острове, Новая Зеландия. Длина Уаирау 169 км, площадь бассейна 4220 км².
Начинается в горах Спенсер на восточном склоне горы Гуиневер на высоте около 1490 метров над уровнем моря. Течёт в межгорной долине в северо-восточном направлении, многократно делясь на протоки. Впадает в пролив Кука Тихого океана двумя рукавами. Главными притоками Уайрау являются реки Уэйхопай, Рэйнбоу, Брэнч.
На реке Опава, имеющей общее устье с Уаирау, расположен город Бленем, административный центр региона Марлборо. 

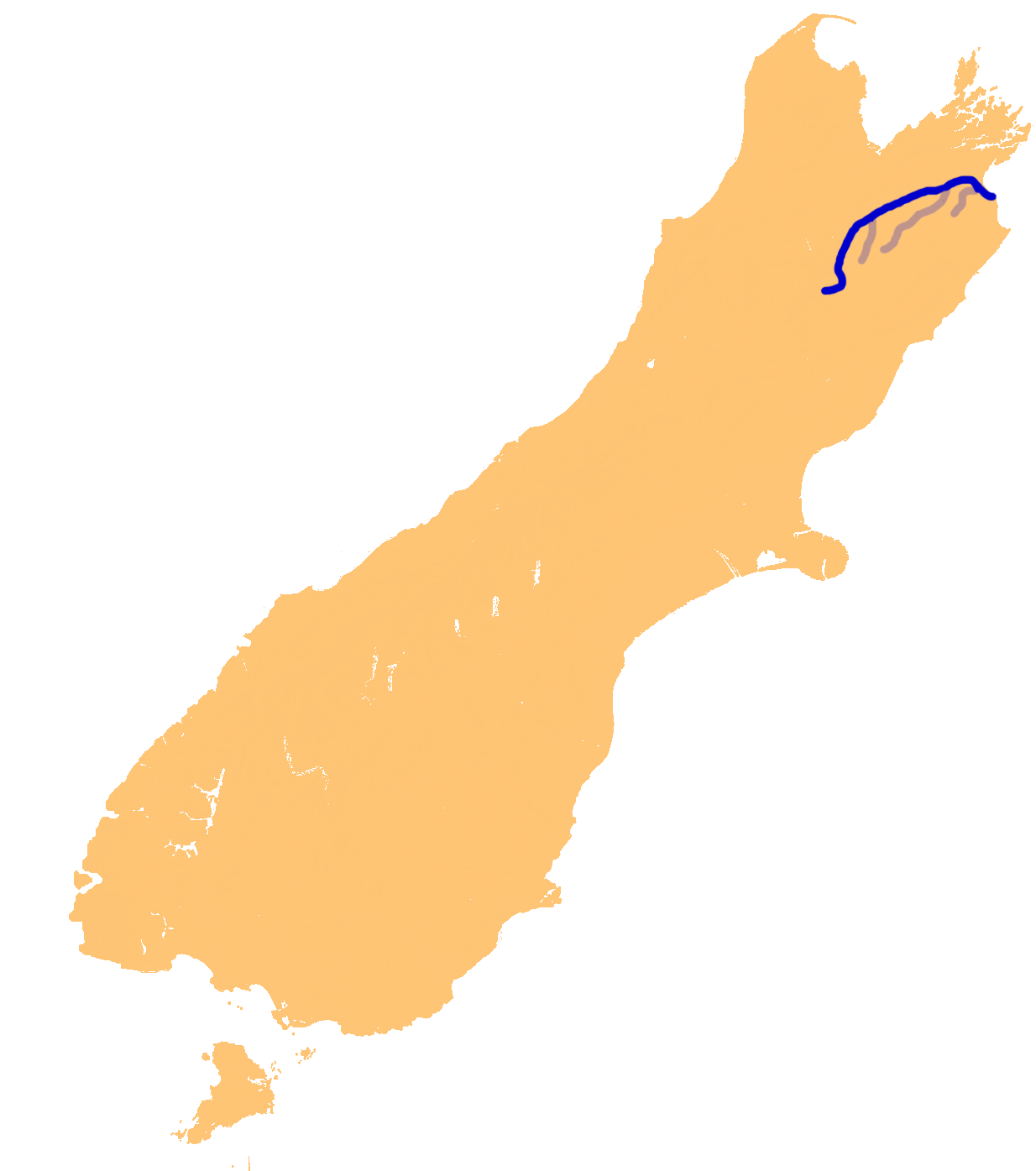
Река Уаирау (выделена синим, притоки — серым) на карте острова Южный